# Canal de l'Oise à l'Aisne

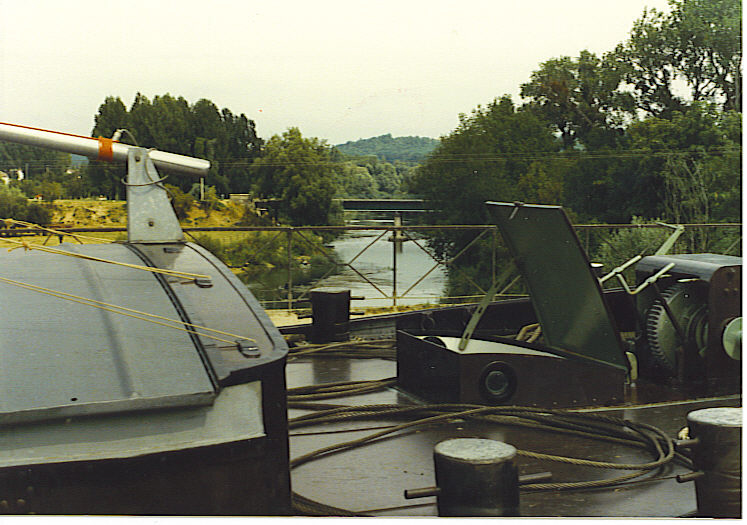
Passage d'une péniche sur le Pont-canal de Bourg-et-Comin.

Le canal de l'Oise à l'Aisne est un canal à bief de partage au gabarit Freycinet reliant les vallées de l'Oise et de l'Aisne. Il longe l'Ailette en grande partie 

## Géographie
Long de 47,775 kilomètres, il comporte 13 écluses (9 sur le versant Oise et 4 sur le versant Aisne).
Il relie les villes de Abbécourt (Aisne) et de Bourg-et-Comin (Aisne) en passant sous le tristement célèbre « Chemin des Dames ».
Le bief de partage de 7,536 kilomètres passe en souterrain, à un seul sens de circulation (tunnel de Braye-en-Laonnois), sur une longueur de 2 365 mètres sous le Chemin des Dames.
Il est alimenté par des prises d'eau dans des ruisseaux sur son versant Oise et par un pompage dans le canal latéral à l'Aisne à Bourg-et-Comin. Un lac artificiel situé parallèlement au bief de partage à Monampteuil sur son versant Oise permet un stockage de l'eau. Une prise d'eau dans l'Aisne, située à Berry-au-Bac, permet, après un transit de vingt kilomètres dans le canal latéral à l'Aisne, d'alimenter la station de pompage de Bourg-et-Comin. Le turbinage d'une partie de l'eau prise dans l'Aisne permettait de faire fonctionner une centrale hydraulique
- Altitude à Abbécourt : 45,25 m
- Altitude à Bourg-et-Comin : 55,25 m
- Altitude du bief de partage : 66,50 m

Chute moyenne des écluses :
- Versant Oise : 2,77 m
- Versant Aisne : 3,56 m

Le canal passe sur 3 ponts:  d'Abbécourt pour franchir l'Oise, de Bichancourt pour franchir l'Ailette  et de Bourg-et-Comin pour franchir l'Aisne.

## Historique
Creusé entre 1879 et 1890, il s'agissait alors de concevoir une grande rocade fluviale de contournement par l'est de la région parisienne, qui serait partie du canal de Briare pour rejoindre le nord en passant vers Joigny, Saint-Florentin, Troyes et Vitry-le-François. De ce vaste projet, seuls ce canal et celui de l'Aisne à la Marne furent réalisés.
À la suite des dégradations subies lors de la Première Guerre mondiale, le ministre des Travaux Publics donna, le 9 septembre 1925, un avis favorable à la remise en état du canal. Une partie du tunnel s'était effondrée. Elle a été reconstruite par havage d'un caisson en béton depuis le dessus de ce souterrain. 
Une porte abattante à axe horizontal permet de fermer le souterrain côté Aisne et de souffler de l'air autorisant ainsi la navigation au moteur. Auparavant un petit locotracteur électrique suspendu à un rail fixé à la voûte (système Chéneau), faisait passer ce tunnel à des trains de bateaux. L'énergie électrique était fournie par l'usine de Bourg-et-Comin qui turbinait une partie de l'eau prise dans l'Aisne à Berry-au-Bac.
Le pont-canal de Bourg-et-Comin a également été reconstruit après la Première Guerre ; sa bâche est entièrement métallique et sa largeur ne permet pas le croisement des bateaux.

## Galerie

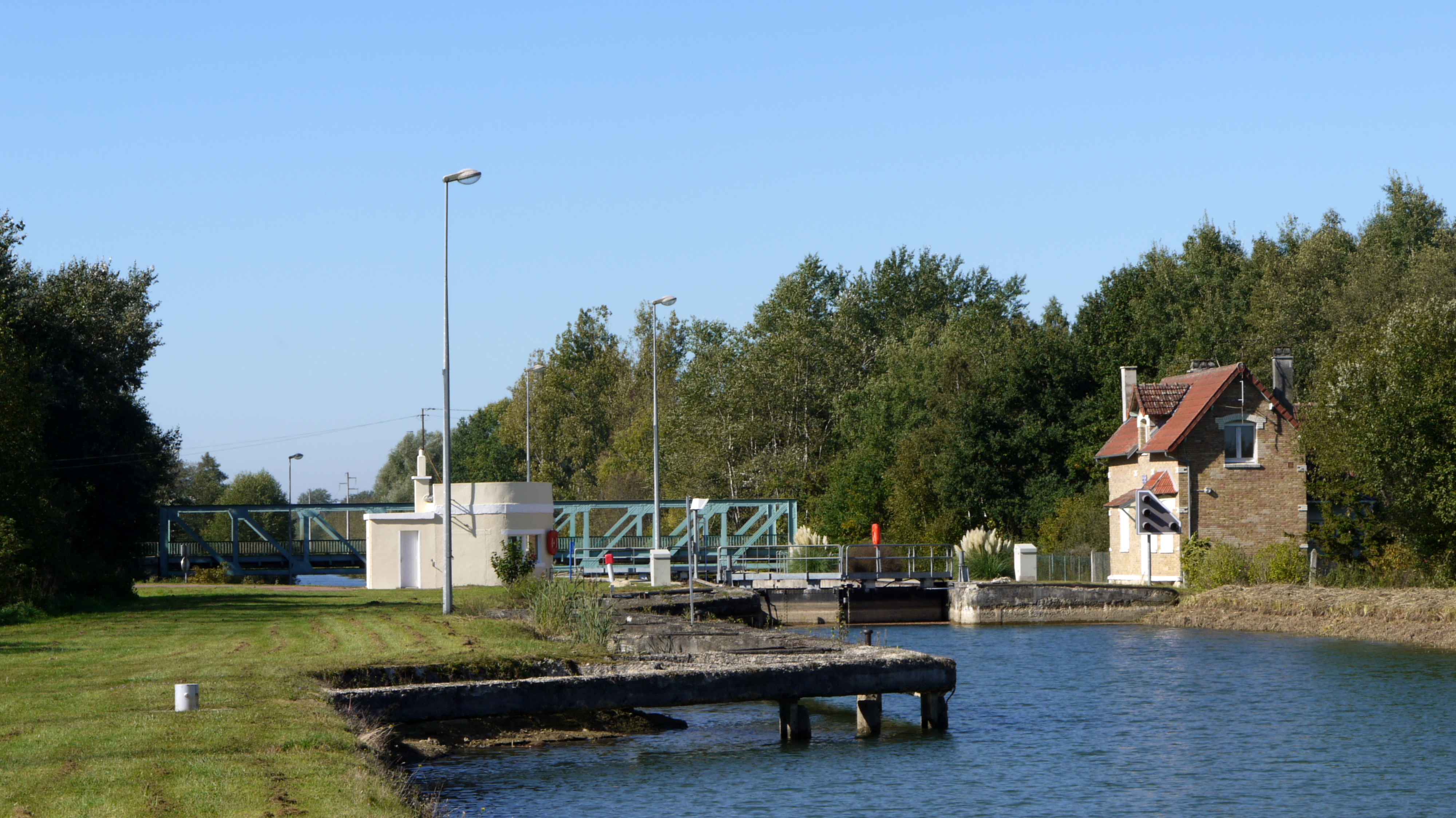
Ecluse sur le canal de l'Oise à l'Aisne près de Chavignon, Aisne
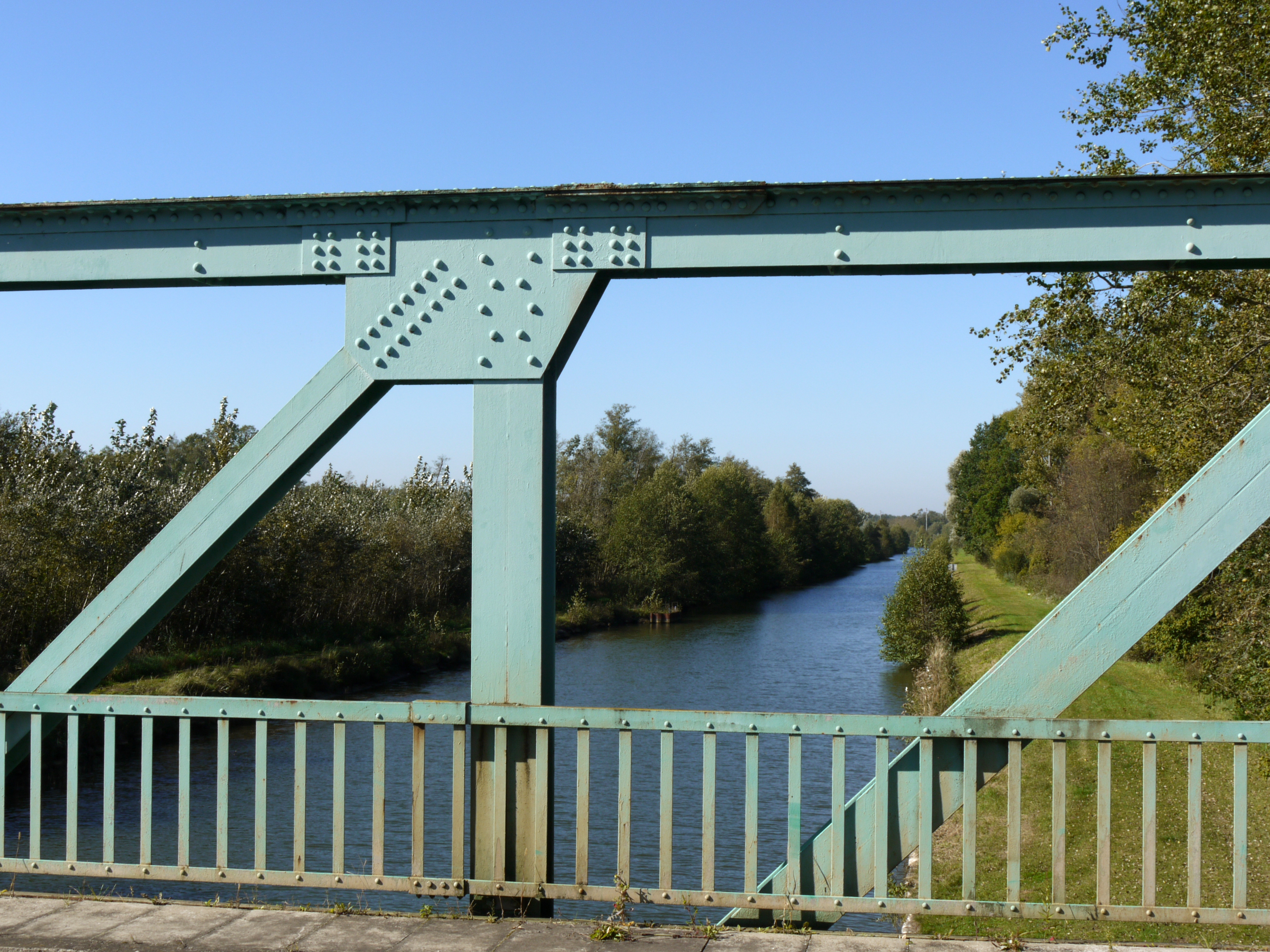
Le canal de l'Oise à l'Aisne près de Chavignon, Aisne.
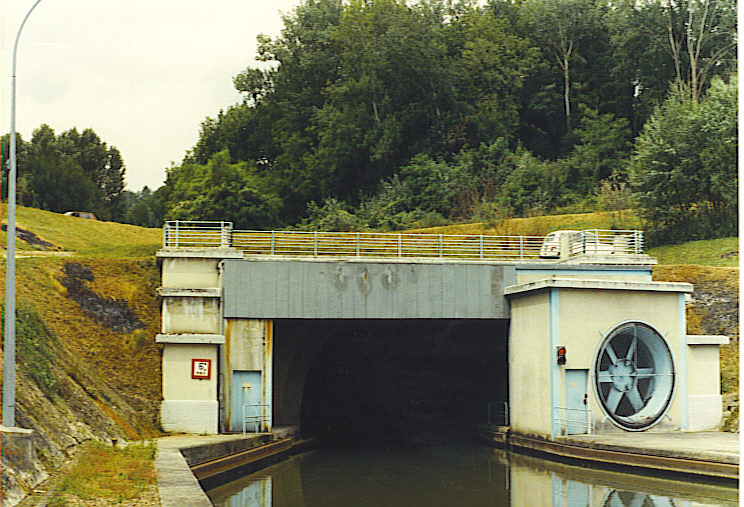
Entrée sud du tunnel de Braye-en-Laonnois.
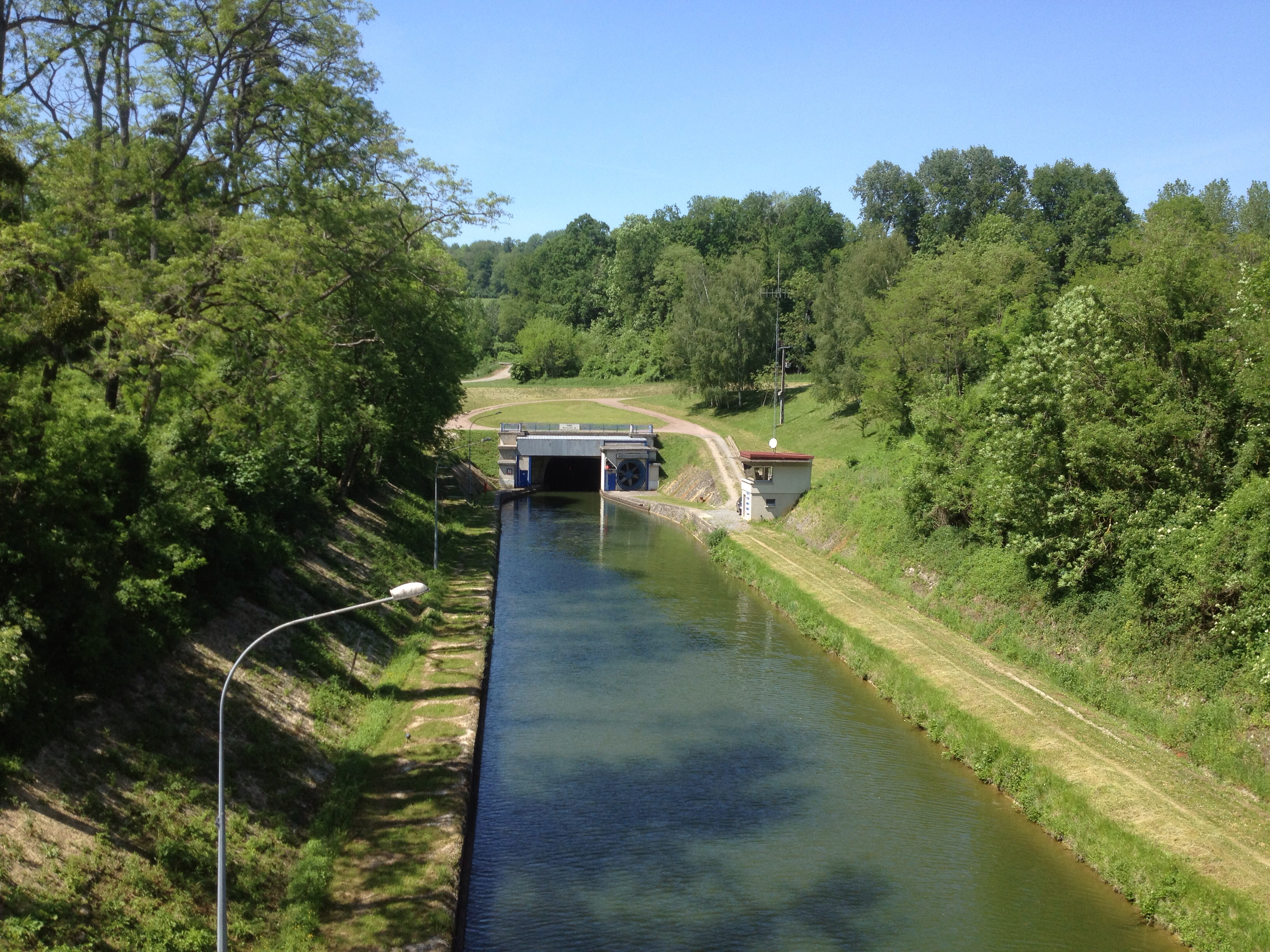
le tunnel de Braye-en-Laonnois et son poste de commande.

## Sources
- Guide de la Navigation Intérieure, Office national de la navigation, Berger-Levrault/ONN, Paris, 1965